# Mediodía francés

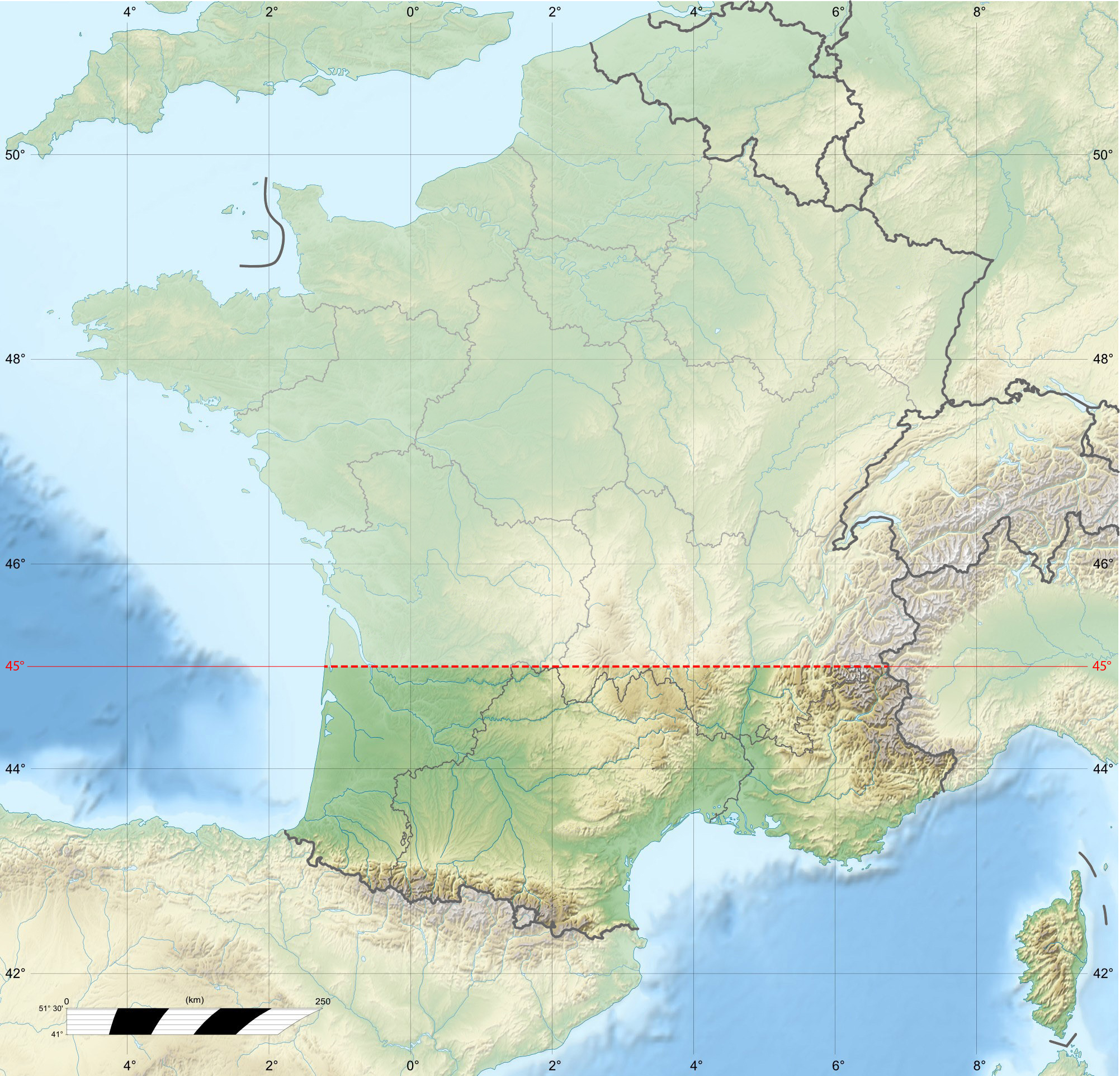
El sur de Francia, basado en una división a lo largo del paralelo 45.

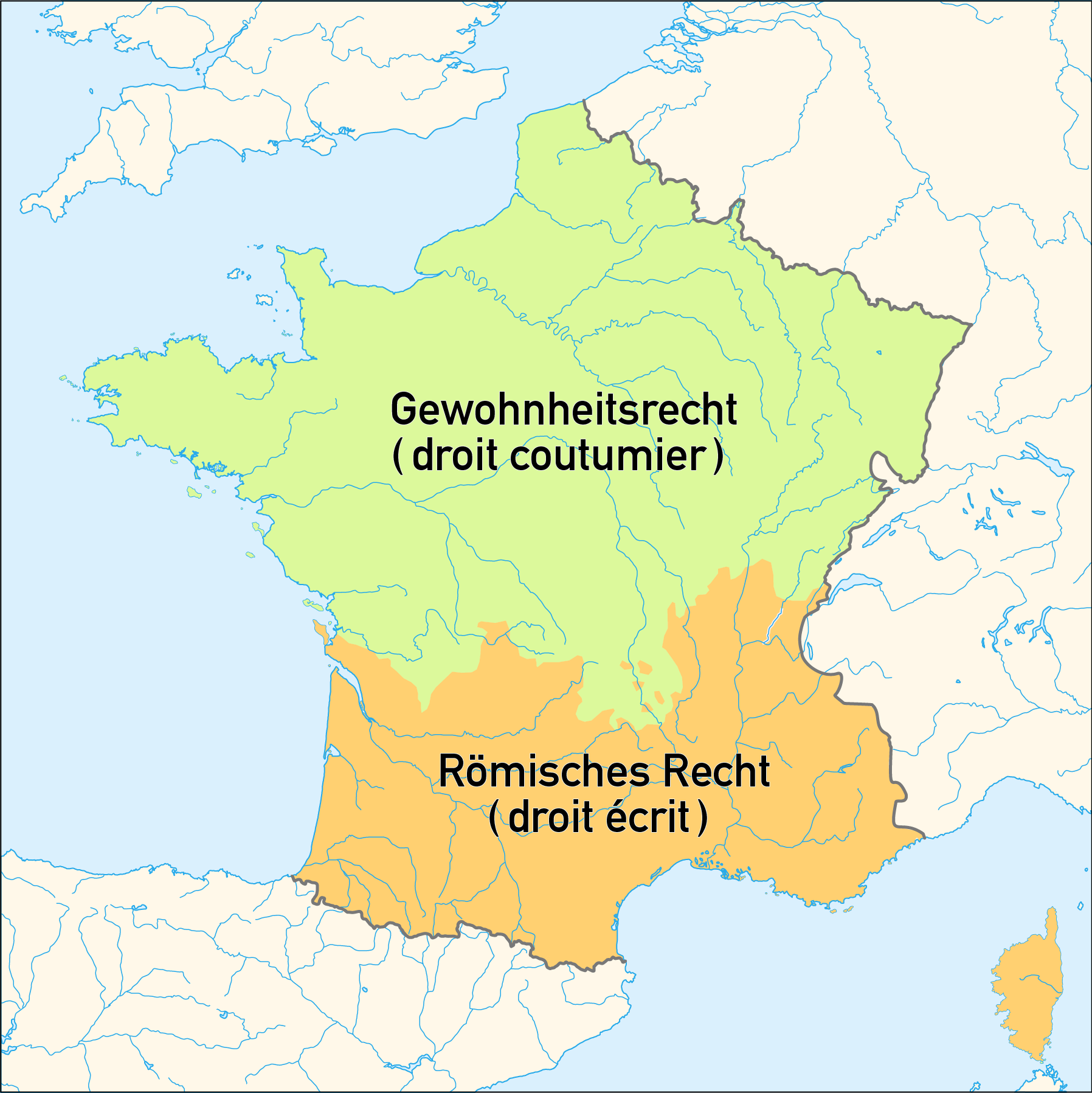
Francia durante el Antiguo Régimen, dividida por zonas donde el derecho consuetudinario y el romano eran prominentes.

El Mediodía francés (en francés: Midi; en occitano: Miègjorn) designa el territorio del sur de Francia. Esta zona vagamente delimitada tiende a coincidir con los territorios de la región lingüística de Occitania, cuyos contornos son más precisos. El «acento del Midi» (expresión que designa al conjunto de acentos de los habitantes de esa parte de Francia) es en realidad, según la región, un acento occitano, un acento catalán y un acento vasco.

## Geografía
Generalmente suele considerarse que el sur francés comienza desde la ciudad de La Rochela, trazando una línea imaginaria pasando por Clermont-Ferrand hasta Lyon.
Otras versiones más restrictivas lo hacen más al sur en la localidad de Valence, situada aproximadamente en el paralelo 45 como «la puerta del Midi». De manera similar, la ciudad de Brive-la-Gaillarde, situada también sobre el paralelo 45 pero más al oeste del territorio francés, es considerada «el pórtico del Midi».
Se consideró dos partes principales : 
- El Mediodía de Aquitania[2] (cuenca de Aquitania al oeste, entre los Pirineos, el océano Atlántico, la cuenca parisina y el Macizo Central)
- El Mediodía mediterráneo[3] (clima mediterráneo).

Desde 2015, la región está formada por las regiones de Francia de Nueva Aquitania al suroeste, Occitania al sur, la zona sur de Auvernia-Ródano-Alpes al este y Provenza-Alpes-Costa Azul al sureste.

## Historia
Esta zona fue muy proclive a la independencia en tiempos de Carlomagno [cita requerida], pero fue sometida por este en varias ocasiones. Antes, había sido ocupada por el pueblo visigodo para controlar a los pueblos que habitaban la península ibérica [cita requerida] (suevos, vándalos y alanos), a petición de Roma. En la Edad Media, buena parte de los nobles y de la población del Mediodía francés se adhirió a la religión cátara.

## Toponimia
El nombre Midi ha sido tradicionalmente ligado a lugares, empresas e instituciones del sur de Francia. En el Mediodía, se encuentran por ejemplo el Canal du Midi o, en los Pirineos, el Pic du Midi de Bigorre y (en el Bearne) el Pico de Midi d'Ossau. El Mediodía designaba también una de las antiguas grandes compañías ferroviarias francesas, la «Compagnie des chemins de fer du Midi» (Compañía de los ferrocarriles del Mediodía), o una de las antiguas región francesa, la de Mediodía-Pirineos (en francés Midi-Pyrénées).
Prensa regional:
- Midi libre
- La Dépêche du Midi

Un nombre similar existe en italiano para designar el sur de Italia: el Mezzogiorno (literalmente, Mediodía, al igual que la etimología exacta del Mediodía francés).